# Всемирные пляжные игры
Всемирные пляжные игры — соревнования по пляжным и водным видам спорта, проводящиеся под руководством Ассоциации национальных олимпийских комитетов.
Первые и на данный момент единственные игры были проведены в 2019 году в Катаре. В дальнейшем предполагалось проводить их один раз в 2 года. Однако в начале 2020 года из-за пандемии COVID-19 игры 2021 года было решено отменить ещё до определения их места проведения. Следующим местом проведения был избран остров Бали, где планировалось провести игры в августе 2023 года, однако по организационным и финансовым причинам они также были отменены. По состоянию на январь 2025 года официальный сайт организаторов не сообщает о дальнейших планах проведения игр.

## Годы и места проведения
| Игры | Год  | Церемония открытия | Церемония закрытия | Город | Страна    | Количество стран | Количество видов спорта |
| ---- | ---- | ------------------ | ------------------ | ----- | --------- | ---------------- | ----------------------- |
| I    | 2019 | 12 октября         | 16 октября         | Доха  | Катар     | 100              | 15                      |
| II   | 2023 | 5 августа          | 12 августа         | Бали  | Индонезия |                  |                         |